# Конегатта (Міссісіпі)
Конегатта (англ. Conehatta) — переписна місцевість (CDP) в США, в окрузі Ньютон штату Міссісіпі. Населення — 1376 осіб (2020).

## Географія
Конегатта розташована за координатами 32°27′41″ пн. ш. 89°16′19″ зх. д. / 32.46139° пн. ш. 89.27194° зх. д. (32.461350, -89.272039).  За даними Бюро перепису населення США в 2010 році переписна місцевість мала площу 40,93 км², з яких 40,64 км² — суходіл та 0,29 км² — водойми.

## Демографія
Згідно з переписом 2010 року, у переписній місцевості мешкали 1342 особи в 372 домогосподарствах у складі 299 родин. Густота населення становила 33 особи/км².  Було 394 помешкання (10/км²).
Расовий склад населення:
| - 76,2 % — корінних американців - 15,4 % — білих - 6,3 % — чорних або афроамериканців - 0,1 % — азіатів |

До двох чи більше рас належало 1,8 %. Частка іспаномовних становила 2,3 % від усіх жителів.
За віковим діапазоном населення розподілялося таким чином: 43,4 % — особи молодші 18 років, 50,5 % — особи у віці 18—64 років, 6,1 % — особи у віці 65 років та старші. Медіана віку мешканця становила 21,6 року. На 100 осіб жіночої статі у переписній місцевості припадало 94,2 чоловіків;  на 100 жінок у віці від 18 років та старших — 88,8 чоловіків також старших 18 років.
Середній дохід на одне домашнє господарство  становив 27 199 доларів США (медіана — 25 066), а середній дохід на одну сім'ю — 27 390 доларів (медіана — 25 577). Медіана доходів становила 24 792 долари для чоловіків та 21 016 доларів для жінок. За межею бідності перебувало 54,3 % осіб, у тому числі 66,4 % дітей у віці до 18 років та 27,0 % осіб у віці 65 років та старших.
Цивільне працевлаштоване населення становило 333 особи. Основні галузі зайнятості: мистецтво, розваги та відпочинок — 34,5 %, виробництво — 19,8 %, освіта, охорона здоров'я та соціальна допомога — 18,0 %.